# Super-Pluton
Pour les articles homonymes, voir Pluton et Aernus (dieu gallicien).
Super-Pluton, Aernus ou la planète extérieure est un hypothétique objet transneptunien, susceptible d'exister dans la zone externe du Système solaire, dont Patryk Lykawka et Tadashi Mukai ont supposé l'existence en 2008. C'est une des planètes hypothétiques correspondant au terme générique de planète X.
Il pourrait s'agir d'une planète tellurique ayant plusieurs ressemblances avec les planètes naines Pluton et (136199) Éris. Cependant, il n'est même pas certain que, si elle existait, elle obtiendrait la désignation de planète à cause de la classification de l'Union astronomique internationale (UAI) en août 2006, même si elle possède une taille importante. Une telle planète serait trois fois plus éloignée du Soleil que ne l'est Neptune.
Les recherches des deux chercheurs sur la planète hypothétique ont été présentées lors du 39e meeting annuel de la Division des Sciences Planétaires de la Société Astronomique Américaine en octobre 2007 en Floride. L'article a été publié dans The Astronomical Journal.
D'après le scientifique Patryk Lykawka, malgré les nombreuses recherches afin de trouver la planète X, aucune détection n'a eu lieu car la planète serait particulièrement éloignée du Soleil et possèderait une orbite inclinée. Elle aurait ainsi échappé à la détection car trop éloignée ou éloignée de l'écliptique (une planète à l'orbite inclinée passerait très peu de temps de son orbite près de l'écliptique).
Michael E. Brown le professeur en astronomie planétaire à l'Institut Californien de Technologie qui a découvert de grandes planètes naines comme (136472) Makémaké et (136199) Éris a déclaré : « je suis toujours un grand fan des théories comme celles de Lykawka, simplement parce qu'elles continuent de fournir l'espoir que nous pourrions trouver quelque chose de grand, quelque part là-bas. Mais si de grandes enquêtes comme la fonction Pan-STARRS ne trouvaient rien, je pense qu'on abandonnerait ».

## Une théorie très médiatique
La planète hypothétique eut des échos dans une soixantaine de pays, par le biais de centaines de sites internet. Il figura dans cinq pays dans des magazines de science (Finlande, France, Japon, États-Unis, Royaume-Uni).

## Une Terre glacée au-delà de Pluton?

### Unesuper-Terrelointaine
Selon Ciel et espace de mars 2008, une planète de la taille de la Terre aurait des chances d'exister dans la zone externe du Système solaire, au-delà de la ceinture de Kuiper. L'existence de cette planète est proposée par Patryk Lykawka, de l'université de Kobe au Japon, et Tadashi Mukai. 
D'après des simulations numériques, une planète de la taille de la Terre resterait à découvrir et vers 2014, nos télescopes pourraient la détecter. Ce scénario est confirmé par des Japonais (université de Kobe), des Allemands (université de Tübingen) et des Italiens mais pas par les Français.[réf. nécessaire]

### Masse et dimensions
Le diamètre de Super-Pluton a été évalué, à partir des simulations, à 10 000 km (au minimum) et 16 000 km (au maximum). Son diamètre se rapprocherait donc de la Terre (12 756 km), et serait donc plus grand que tous les corps déjà découverts au-delà de Neptune. Elle pourrait donc être bien plus grande que les planètes naines.
Sa masse serait cependant plus faible que la masse terrestre. Elle est estimée entre 0,3 et 0,7 masse terrestre.

### Orbite
En comparaison des planètes du Système solaire, l'orbite de super-Pluton devrait être fortement inclinée par rapport au plan de l'écliptique (entre 20° et 40°). Les orbites des planètes sont quasi circulaires et coplanaires de l'écliptique (seule Mercure possède une orbite inclinée (7°) et excentrique (0,2) de manière significative). Alors que ce corps posséderait une orbite extrêmement excentrique, se situant au minimum à 80 ua (ce qui représente déjà une distance importante que peu d'objets épars connus atteignent) pour dépasser les 270 ua à son aphélie.
D'après Lykawka, cette planète hypothétique aurait été assez éloignée pour laisser la plupart des autres objets en orbite de résonance intacte, mais suffisamment près pour que sa gravité influe certains corps et créer la population des objets détachés comme Sedna. Lykawka et Mukai croient que les mêmes interactions gravitationnelles qui façonnent les orbites de petites lunes autour des planètes ont joué un grand rôle dans l'évolution de l'orbite de super-Pluton.  Ces interactions ont été trouvées en 1962 par l'astronome japonais Yoshihide Kozai en regardant les orbites des astéroïdes. Il a montré qu'un groupe de gros objets en orbite dans le même plan peut faire pencher la trajectoire d'un objet plus petit et la rendre plus circulaire. Le même effet a penché l'orbite de la Planète X ailleurs que sur les plans de la ceinture de Kuiper.

### Objet de Kuiper

Surface imaginaire de Sedna. Super-Pluton pourrait avoir une surface semblable.

Vu sa distance supposée du Soleil, il devrait ressembler à ses congénères (les KBO et les Épars). Il s'agirait d'un monde glacé avec une surface ayant beaucoup de ressemblances avec la planète naine Pluton, principalement composée d'un mélange d'hydrocarbures légers (comme le méthane), d'ammoniac et de glace d'eau (composition de la majorité des corps de la ceinture de Kuiper).
D'après Patryk Lykawka, cette planète serait en réalité constituée « d'un corps rocheux entouré de plusieurs couches de glace ». Il a ajouté que « comme elle était très froide, sa surface devrait être composée de glace, d'ammoniac glacé et de méthane ».
Sa température de surface ne pourrait dépasser 50 kelvins, température commune dans la ceinture de Kuiper (sa qualité d'objet épars peut conduire à de plus basses températures[réf. nécessaire]).

### Une planète de la zone des géantes
Un tel corps devait se trouver, 8 millions d'années après la naissance du Système Solaire, dans la zone des géantes gazeuses, plus précisément à proximité de Jupiter. À l'époque cependant, cette dernière était plus petite mais, en se formant au sein du nuage de poussière qui régnait alors dans le Système solaire, sa masse augmenta jusqu'au jour où elle fut telle qu'elle éjecta Super-Pluton au-delà même de la ceinture de Kuiper. 
Cette déstabilisation aurait perturbé l’organisation de la ceinture de Kuiper vers 40 à 50 UA et aurait donné naissance à la falaise de Kuiper. Il est difficile d'expliquer pourquoi plusieurs corps sont tout à fait inclinés et ont des orbites allongées (plus excentriques) dans des distances entre environ 40 et 50 ua. En fait, en considérant l'architecture du Système solaire (8 planètes, la dernière étant Neptune), les astronomes s'attendaient à trouver des corps de Kuiper dans cette région surtout dans des orbites presque circulaires et étant couchés autour du même plan du Système solaire. Une autre remarque est que ces corps dans la région 40-50 ua peuvent représenter les restes de planétésimaux qui se sont formés localement il y a plus de 4 milliards d'années. Donc ces objets offrent des indices uniques sur l'origine et l'évolution du Système solaire. Et en prenant en compte la perturbation gravitationnelle d'une planète extérieure, Patryk Sofia Lykawka avait constaté que cette planète pourrait remarquablement bien expliquer les orbites de ces épars pendant la première phase du Système solaire (il y a plus de 4 milliards d'années). Autrement dit, la planète a perturbé les orbites de plusieurs objets de Kuiper dans la région dite aujourd'hui de la « falaise de Kuiper » et ces derniers auraient acquis des orbites plus excentriques et inclinées.

### Une planète qui appartenait à une autre étoile?
Les scénarios de la capture d'un corps lorsque son étoile passa trop près du Soleil est une théorie contraignante. Pour que ce scénario fonctionne, une étoile doit passer tout près du Système solaire quand celui-ci était très jeune, peut-être quand il avait seulement quelques millions d'années. Si c'était le cas, les objets de Kuiper ne se seraient pas encore formés ou bien leur croissance aurait été interrompue par les perturbations gravitationnelles importantes ainsi provoquées par cette approche. On peut objecter que les objets transneptuniens (TNO) pourraient alors se reformer très rapidement par l'instabilité gravitationnelle ainsi provoquée, mais ce mécanisme est beaucoup trop « défavorable » dans la théorie de la formation de la ceinture Kuiper.

### Planète ou planète naine?
En principe elle pourrait être cataloguée comme planète parce que celle-ci dominerait gravitationnellement sa région orbitale cependant, d'après Patryk Lykawka, « il n'est pas possible de répondre à cette question à coup sûr, parce que plusieurs incertitudes sont possibles ».
Ces incertitudes sont : la masse totale de la ceinture de Kuiper, la masse exacte de cette planète, une définition plus claire de l'union astronomique internationale parmi d'autres.
Plus particulièrement, il faut remarquer qu'il n'est pas possible de déterminer la masse exacte de cette planète, qui reste encore hypothétique à l'heure actuelle.
Selon les résultats, il serait possible (d'après le scientifique), qu'elle ait jusqu'à plusieurs dizaines de fois la masse de la Terre. Elle serait déjà beaucoup plus massive que Pluton.

### Caractéristiques supposées
- Diamètre : entre 10 000  et   16 000 km, avoisinant celui de la Terre[14]

- Masse : 30 à 70 % de la Terre
- Distance au soleil : 80 à 270 ua[9]

## Premières tentatives
En 2001, un rapport de Science News titra : 

« L'orbite singulière d'une comète suggère une planète cachée... bien au-delà des neuf planètes connues un objet aussi massif que Mars pourrait avoir fait partie du Système solaire et pourrait bien s'y trouver encore. »

— 
En 2002, deux astronomes argentins Mario Melita et Adrian Brunini, émirent l'hypothèse d'une planète supplémentaire de la taille de Mars qui pourrait être à l'origine de la falaise de Kuiper. Mais cette théorie connut quelques problèmes, car l'éjection des corps de la ceinture cométaire causée par cette jumelle de Mars, aurait connu un « équilibre » avec la planète Neptune, ce qui n'est pas le cas. Patryk Lykawka résout ce problème avec une planète plus lointaine mais aussi plus massive et plus grande.

## Trois points de la mise en évidence de cette planète (d'après Lykawka)

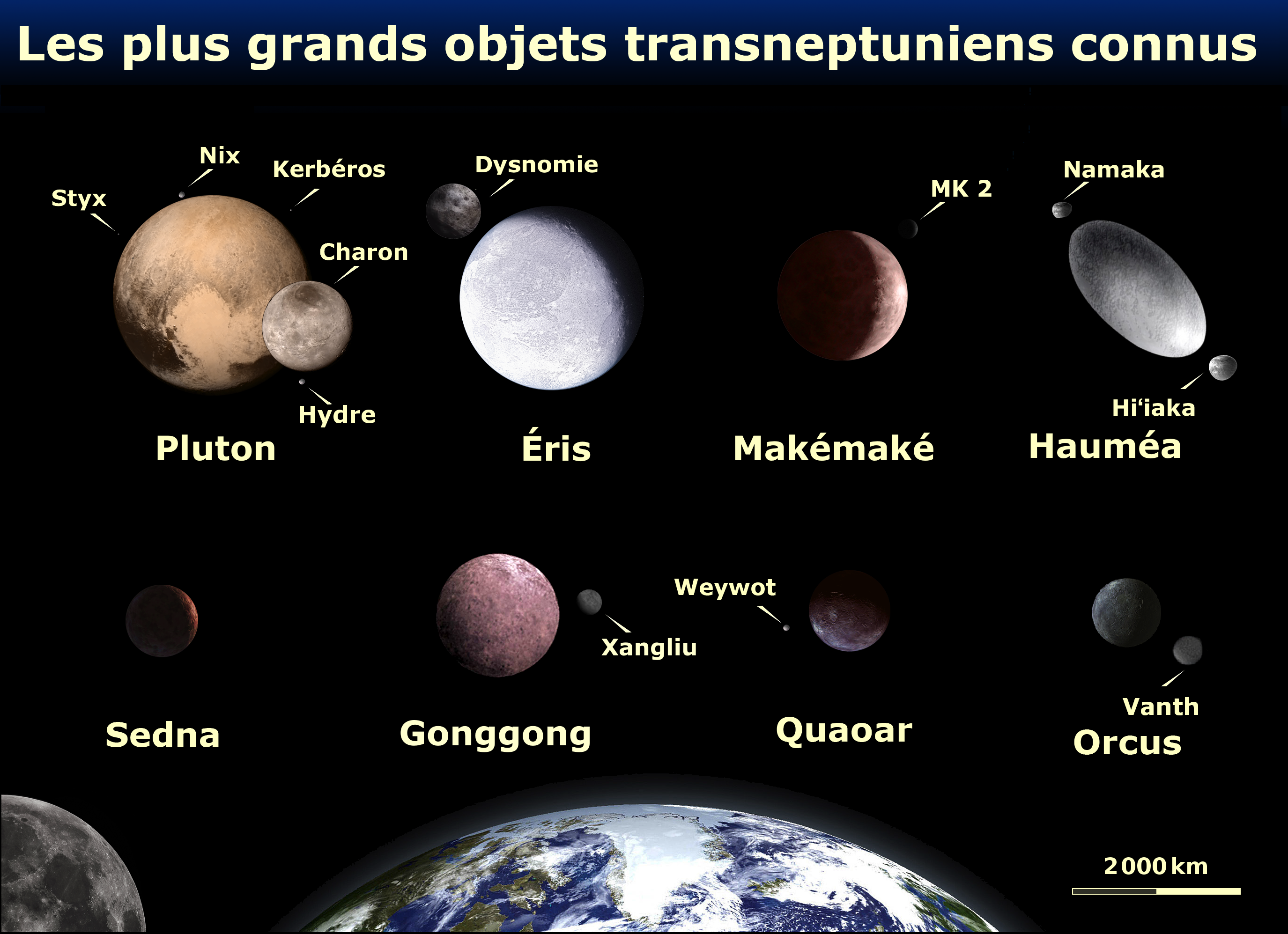
les principaux objets de kuiper (TNO).

Il y a 3 « mystères » principaux au sein de la ceinture Kuiper. Le point de départ de la recherche a été motivé par les contraintes suivantes. Le modèle de Lykawa répond à ces mystères.

### Les épars
Il est très difficile d'expliquer pourquoi plusieurs TNOS possèdent des orbites tout à fait inclinées ou allongées dans des distances entre environ 40 et 50 ua, dans la prétendue « région classique » de la ceinture.
En outre, la preuve de l'existence de deux sous-populations TNO avec des propriétés différentes dans la même région reste à faire. La perturbation de gravitation du Neptune ne peut pas expliquer toutes ces caractéristiques, mais cette planète hypothétique pourrait perturber l'axe de nombreuses planètes.

### La falaise de Kuiper

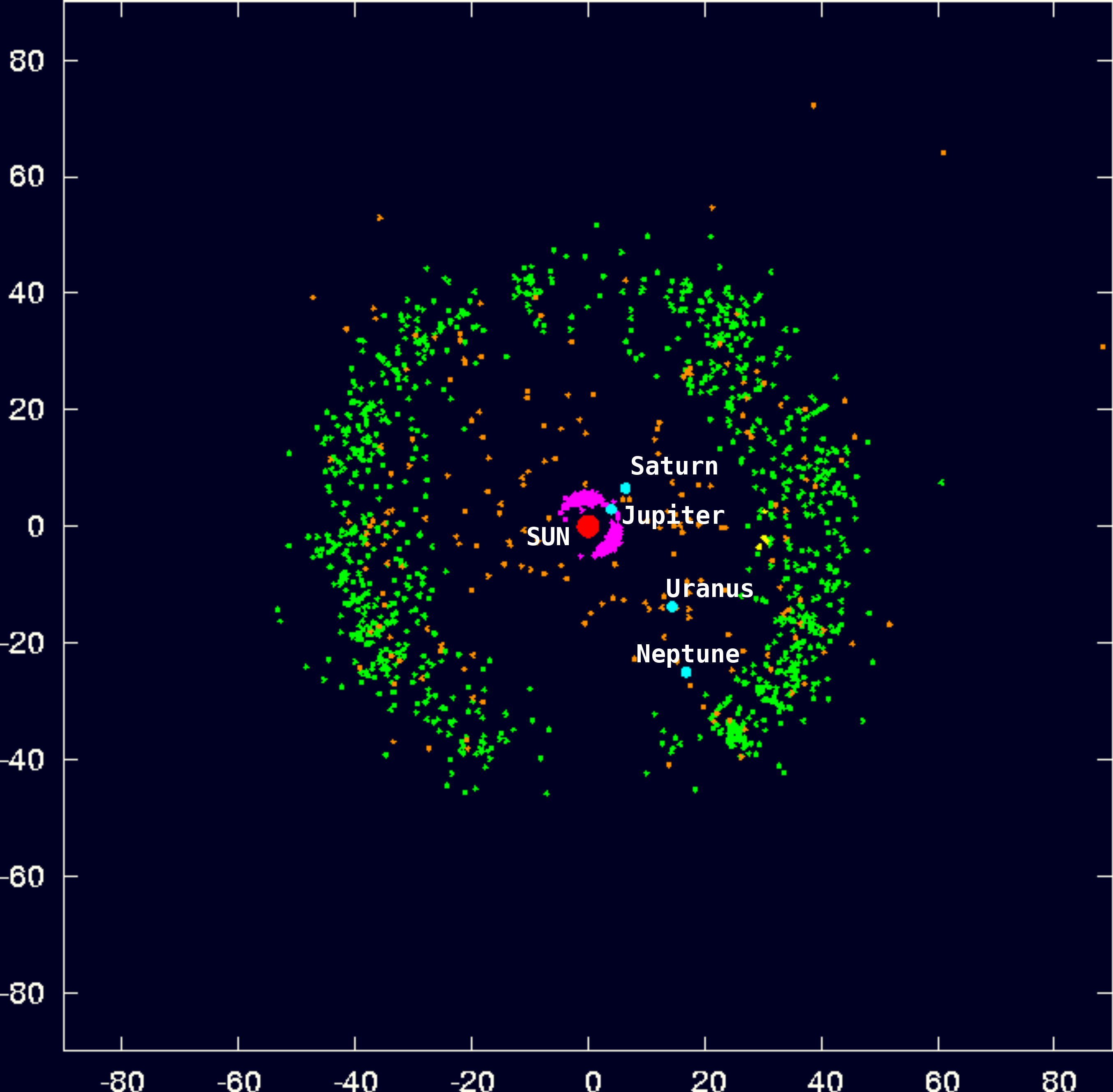
La ceinture de Kuiper.

La résonance 1:2 semble être une limite à la ceinture de Kuiper, au-delà de laquelle peu d'objets sont connus. On ignore s'il s'agit du bord extérieur de la ceinture classique ou juste du début d'une lacune très large. Des objets ont été découverts à la résonance 2:5, vers 55 UA, très en dehors de la ceinture classique qui sont pour la plupart extrêmement excentriques. 
Historiquement, les premiers modèles de la ceinture de Kuiper suggéraient que le nombre de grands objets augmenterait d'un facteur deux au-delà de 50 UA. La chute brutale du nombre d'objets après cette distance, connue sous le nom de « falaise de Kuiper », fut complètement inattendue et reste inexpliquée en 2008. 
Cette énigme est expliquée par la théorie d'« une nouvelle planète » qui démontre qu'un corps massif peut bloquer la ceinture. Ce processus est le même que pour Beta Pictoris et Fomalhaut.
Selon des observations et des études fondées sur la statistique de découverte, il y a un manque de TNOS dans des orbites circulaires aux distances au-delà de 45 ua. De plus, la diminution du nombre de TNOS du réservoir 40-50 ua aux régions plus éloignées est trop brusque. En prenant en compte l'existence de cette planète, la ceinture Kuiper on peut entièrement expliquer le bord extérieur pour la première fois.

### Découverte de corps particuliers
La structure orbitale entière de TNOS dans la ceinture de Kuiper est très complexe. Il y a au moins 4 classes distinctes de TNOS avec des orbites diverses (de la circulaire à très allongée) et des inclinations jusqu'à 50 degrés à l'heure actuelle. Particulièrement le groupe de TNOS dont les orbites sont « détachées » du Système solaire. C'est-à-dire leur distance la plus proche au Soleil le long de leurs orbites est trop loin pour subir n'importe quelle perturbation importante de Neptune. Ainsi, il est très difficile de comprendre l'origine de TNOS isolés et d'autres TNOS dans des orbites particulières (un exemple célèbre est l'objet Sedna). D'autre part, le modèle de Lykawka peut reproduire la distribution orbitale de la ceinture de Kuiper avec ses quatre classes principales de TNOS. En effet, leur structure orbitale et plusieurs autres caractéristiques sont reproduites à un niveau détaillé sans précédent. Cela inclut aussi une explication aux TNOS dans des orbites particulières, comme Éris, (612911) 2004 XR190, (148209) 2000 CR105 et Sedna.

#### Des signes auprès deSedna

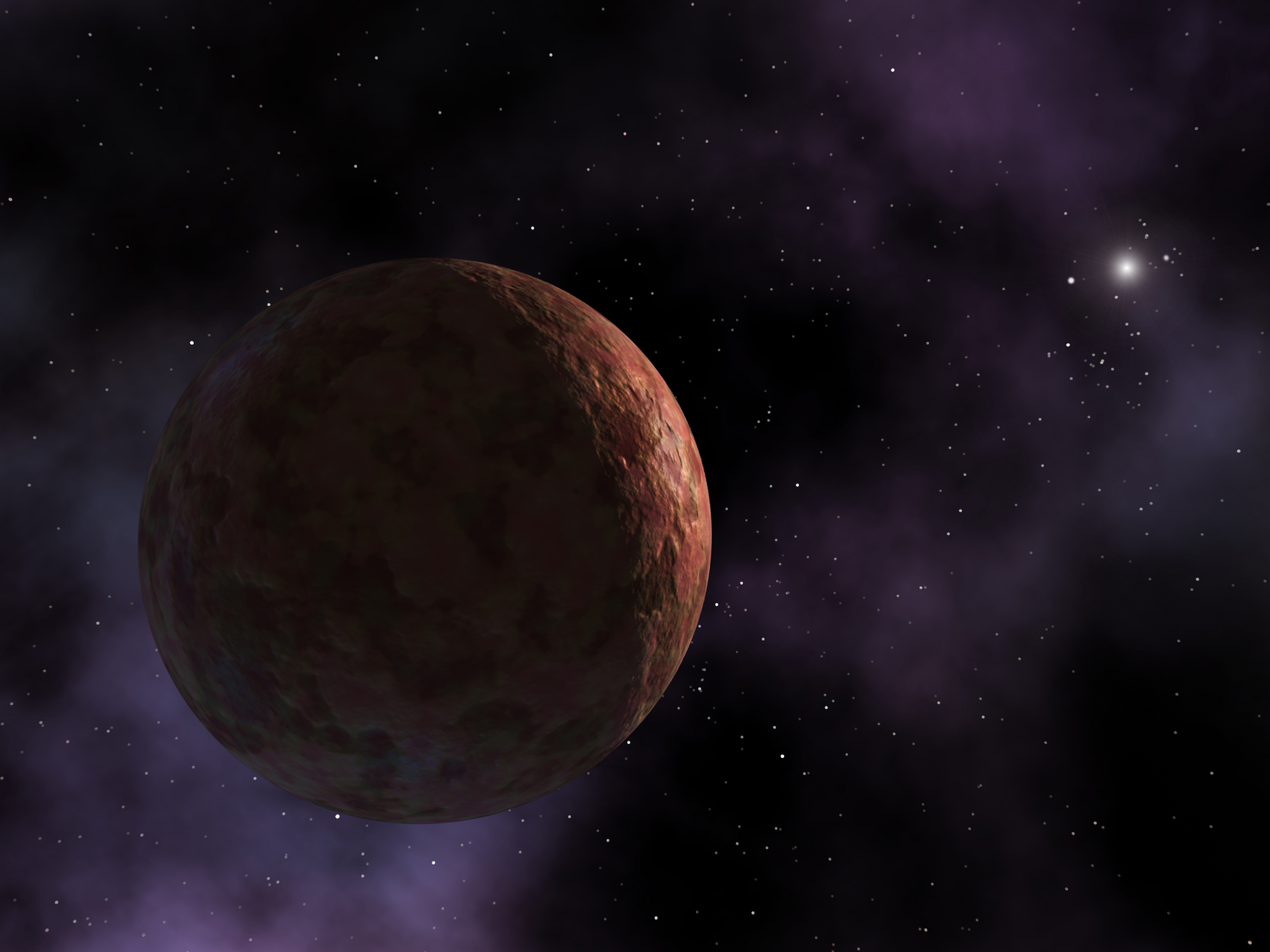
Sedna vue d'artiste.

L'étrange orbite de Sedna, une planète naine située entre la ceinture de Kuiper et le nuage de Hills, présente des irrégularités qui pourraient constituer les signes de la présence d'une planète perturbant son orbite.
Les études de Patryk Lykawka pour déterminer l'orbite de la planète hypothétique se sont fondées sur l'étrange orbite de Sedna et pour établir une simulation. 
Cette simulation répond au mécanisme de Kozai impliquant les effets de résonance qui ont modelé la répartition actuelle des planètes entourant le Soleil. Elle est de plus en accord avec la dynamique du Système solaire, la masse de la Ceinture de Kuiper et la position de Neptune.

## La simulation
Lykawka a utilisé deux des codes informatiques orbitaux pour résoudre les équations de mouvement d'un système de planètes et de petits corps dans le Système solaire. Ces codes ont été utilisés dans d'autres recherches par d'autres chercheurs aussi. Après l'installation des conditions initiales et le modèle incluant les planètes + la planète hypothétique + des milliers de petits corps (représentant les objets de ceinture Kuiper primordiaux), il a exécuté des centaines d'utilisation de simulations sur la moyenne de 40 PC ordinaires distribués dans des réseaux à l'université. 
En résumé, ceux-ci sont les résultats principaux de mon modèle :
- Il reproduit la distribution orbitale entière de la ceinture Kuiper à un niveau détaillé sans précédent.

C'est-à-dire les quatre classes principales de TNOS, leur structure orbitale et plusieurs autres caractéristiques sont reproduites. Cela inclut aussi une explication des TNOS qui ont des orbites particulières, comme Eris, 2004 XR190, 2000 CR105 et Sedna.
- Il explique l'excitation orbitale de TNOS dans la région 40-50 ua avec la structure orbitale finale remarquablement semblable aux observations.
- Il explique complètement l'existence du bord extérieur de la ceinture de Kuiper.
- Il offre plusieurs prédictions, comme l'existence possible d'une planète extérieure résidente dans le Système solaire et les nouveaux types de TNOS dans des orbites plus inclinées ou plus éloignées. C'est très utile de tester le modèle et motiver des observations futures[20].

### Référence écrite
- Ciel et espace, mars 2008

### Images d'artiste
- Vision d'artiste (1)
- Vision d'artiste (2)
- Vision d'artiste (3)